# Церква всіх святих українського народу (Поділля)
Церква всіх святих українського народу в Поділлі — парафія і храм греко-католицької громади Товстенського деканату Бучацької єпархії Української греко-католицької церкви в селі Поділля Чортківського району Тернопільської области.

## Історія церкви
Дерев'яна церква Благовіщення Пресвятої Богородиці збудована в селі у 1778 році. На її місці у 1902–1912 роках звели кам'яну церкву, яку освятив єпископ Станиславівський Григорій Хомишин.
Парафія була греко-католицькою до 1946 року.
З 1946 по 1960 рік вона належала до РПЦ.
З 1960 по 1972 рік церква була закрита, а потім знову відкрита в юрисдикції РПЦ. У 1950-1980 роках у селі діяла невелика підпільна греко-католицька громада.
Після легалізації УГКЦ виник конфесійний розкол. Більша православна громада, яка заволоділа храмом і проборством, не допускала греко-католиків до почергових відправ, попри рішення судів.
Греко-католики проводили богослужіння біля старої каплички, збудованої у 1905 році. У 1993 році на її місці спорудили нову богослужбову капличку з дерев'яною прибудовою.
У 1999 році громада отримала у власність порожній костел 1912 року. За проєктом архітектора Йосипа Кулика його переобладнали на церкву.
8 листопада 2000 року владика Іриней Білик освятив цей храм на честь Всіх святих українського народу.
За о. Івана Полевого була збудована каплиця-дзвіниця на честь Пресвятої Родини, яку освятив о. Димитрій Григорак.
У 1994 році на парафії відбулася Свята Місія, яку проводив священник з Бразилії о. Августин Діткун.
При парафії діють братство «Апостольство молитви», Марійська дружина, Вівтарна дружина, спільнота «Матері в молитві» та Свічкове братство.
З 2001 року в селі відновили старі та встановили нові хрести й каплиці, що слугують місцями відправ Хресної дороги та маївок.

## Парохи
- о. Григорій Ковч (1908—1922),
- о. Антін Наконечний (1922—1932),
- о. Іван Коцик (1933—1944),
- o. Кайм (1944—1949),
- о. Гурко,
- о. Сакидон,
- о. Самуїл,
- оо. Василіяни Єронім і Яків Тимчуки,
- о. Захарко,
- владика Павло Василик,
- о. Тарас Сеньків,
- о. Іван Сеньків,
- о. Володимир Війтишин,
- о. Йосип Мороз,
- о. Борис Зілітинкевич (1972—1976),
- о. Роман Тернавський (1976—1987),
- о. Василь Семків (1987—1988),
- о. Леонід Горошко (1988—1990),
- о. Михайло Бубнів (1990—),
- о. Йосип Смішко,
- о. Степан Війтишин,
- о. Тарас Шмиглик (1994—1997),
- о. Іван Церковний (1997—2001),
- о. Іван Полевий (з 14 січня 2001).